# Привілля (Скадовський район)
Приві́лля (до 1921 року — Домузла) — село в Україні, у Каланчацькій селищній громаді Скадовського району Херсонської області. Населення становить 436 осіб.

## Географія
Географічні координати: 46°9' пн. ш. 33°20' сх. д. Часовий пояс — UTC+2. Загальна площа селища — 32,58 км².
Розташоване за 15 км від центру та за 25 км від залізничної станції Каланчак. Колишній центр Привільської сільської ради.
24 лютого 2022 року село тимчасово окуповане російськими військами під час російсько-української війни.

## Історія
Населений пункт засновано 1876 року як село Домузла. 1921 року поселення було перейменоване на село Привілля.
Під час Другої світової війни участь у бойових діях брали 114 місцевих жителів, з них 89 загинуло, 46 осіб нагороджені орденами і медалями.

## Населення
Згідно з переписом УРСР 1989 року чисельність наявного населення села становила 439 осіб, з яких 216 чоловіків та 223 жінки.
За переписом населення України 2001 року в селі мешкала 431 особа.

### Мова
Розподіл населення за рідною мовою за даними перепису 2001 року:
| Мова       | Відсоток |
| ---------- | -------- |
| українська | 93,12 %  |
| російська  | 4,36 %   |
| білоруська | 1,15 %   |
| інші       | 1,37 %   |

## Соціальна сфера
У селі діють школа, фельдшерсько-акушерський пункт, дитячий садок, крамниця.

## Пам'ятки
1975 року в центрі Привілля встановлено пам'ятник Слави.